# アノレクシア〜しかばね華子は拒食症〜
『アノレクシア〜しかばね華子は拒食症〜』（アノレクシア しかばねはなこはきょしょくしょう）は、原作：日日日、漫画：niniによる日本の漫画作品。マッグガーデン・コミック・オンライン内のウェブコミック配信サイト『WEBコミック Beat's』にて連載されていた。全2巻。

## あらすじ
瀬臼猟二は思いがけない事故により志果羽家の屋敷に滞在するようになった。しかし、その志果羽家には秘密が隠されていた。

## 登場人物
瀬臼 猟二
主人公。
志果羽 華子
ヒロイン。志果羽家の次女、第三子。
志果羽 砥棘郎
志果羽家の長男、第二子。
志果羽 樹里亜
志果羽家の長女、第一子。
志果羽 草夜
志果羽家の次男、第四子。
志果羽 根夢
志果羽家の三女、第五子。
瀬臼 猟子
猟二の双子の姉。
狗井 マナ
猟二の元クラスメイト。

## 単行本
- 原作：日日日、漫画：nini 『アノレクシア〜しかばね華子は拒食症〜』 マッグガーデン〈マッグガーデンコミックス ビーツシリーズ〉、既刊2巻
  1. 2012年5月14日発売、ISBN 978-4-8000-0004-0
  2. 2013年3月14日発売、ISBN 978-4-8000-0111-5